# Toronto Eaton Centre

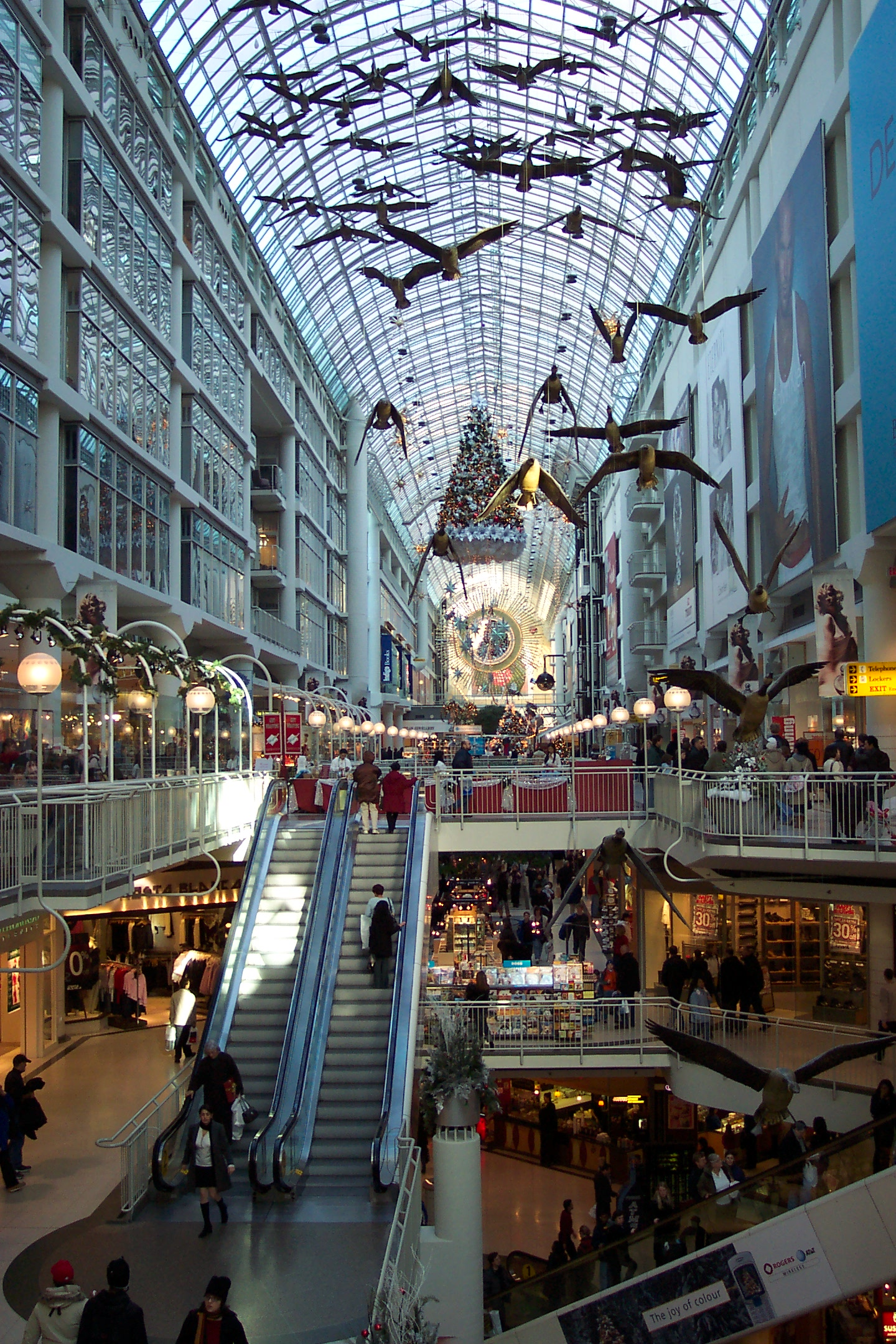
Interior do Eaton Centre, em época de Natal.

O Toronto Eaton Centre é um grande shopping center, localizado no centro financeiro da cidade canadense de Toronto, província de Ontário. Está localizada à leste da Yonge Street, com a Queen Street West no sul, com a Dundas Street West ao norte, e pelo Hotel Marriott e pela Universidade Ryerson a oeste, próxima à Bay Street. O Eaton Centre possui aproximadamente 200 lojas.
O Eaton Centre foi desenhado por Eberhard Zeidler para a rede de lojas Eaton's durante  a década de 1970, para ser o quartel-general da companhia. Para a construção do shopping center, o corredor de pequenas lojas ao longo da Yonge Street foi demolida, que causou revolta entre os planejadores urbanos da cidade.
A primeira fase da construção, incluindo una loja da Eaton's, com 100 mil m² de área, abriu em 1977. Em 1979, o resto do shopping center foi inaugurado, incluindo o então maior cinema multiplex do mundo, com 18 telas. Atualmente, este cinema já não existe mais.
Em 1999, a Eaton's faliu, e a companhia foi adquirida pela Sears Canada. A Sears fechou várias lojas da Eaton's, converteu outras sob o nome Sears, mas manteve 7 sob o nome Eaton's, na qual o Eaton Centre foi uma delas. Em 2002, todas estas 7 lojas foram convertidas para a Sears, embora o shopping center em questão seja conhecida como Eaton Centre. Em 2004, a Sears iniciou um projeto de renovamento e expansão do shopping center, que irá estender-se até 2006.
O Toronto Eaton Centre é o ponto turístico mais frequentado de Toronto, atraindo cerca de um milhão de turistas por semana. É também um dos principais centros de compra da cidade.